# Kritinía
Kritinía, en grec moderne : Κρητηνία, est un village du dème d'Attavýros (el), sur la côte ouest de l'île de Rhodes, en Grèce.
Selon le recensement de 2011, la population de la municipalité de Kritinía compte 503 habitants dont 454 habitants à Kritinía et 49 habitants à Kámiros Skála (el). Le village est situé à une altitude de 270 m.

## Histoire
Selon la légende, la ville aurait été fondée par Althéménès, fils de Catrée et petit-fils de Minos. En fuyant la Crète et en débarquant à Rhodes, Althéménès tente d'échapper à un oracle qui augure que Catrée sera tué par l'un de ses enfants. Il aurait baptisé ce nouveau peuplement en mémoire de sa patrie d'origine,,.
Initialement, la colonie était côtière, à l'emplacement actuel de la localité de Kámiros Skála, mais dans les années post-byzantines, elle est déplacée vers la montagne, pour plus de sécurité contre les pirates. L'ancienne colonie a finalement été détruite et peu de ruines survivent, la plupart sont désormais dans la mer. Sur terre il ne subsiste que les ruines d'une église paléochrétienne à plan basilical.
En 1658, Francesco Morosini tente de s'emparer de Rhodes, débarquant une armée sur la plage de Kámiros Skála, mais la garde ottomane, promptement prévenue par Chálki, le repousse. La sécurité ultérieure de la colonie est basée sur son château (Kastéllo). Pour cette raison, jusqu'à la libération du Dodécanèse, le village s'appelait Kástellos, du latin Castellum, signifiant forteresse, ou Castel Nuovo, nom mentionné en 1480.
Le château de Kritinía, d'une superficie de 0,21 hectare, occupe une position stratégique sur les voies maritimes et terrestres de l'ouest de Rhodes, à proximité de plusieurs îles et îlots,. Ses murs portent les armoiries de quatre grands maîtres hospitaliers : Giovanni Battista Orsini (1467–1476), Pierre d'Aubusson (1476–1503), Émery d’Amboise (1503–1512) et Fabrizio del Carretto (1513–1521). La place forte est vraisemblablement abandonnée à la suite de la conquête ottomane de l'île avant d'être utilisée à nouveau pendant l'occupation italienne comme chantier naval. Les traces d'importants travaux de restauration, conduits dans les années 2000, sont distinctement visibles sur l'édifice actuel.